# GAZ M-20 Pobieda

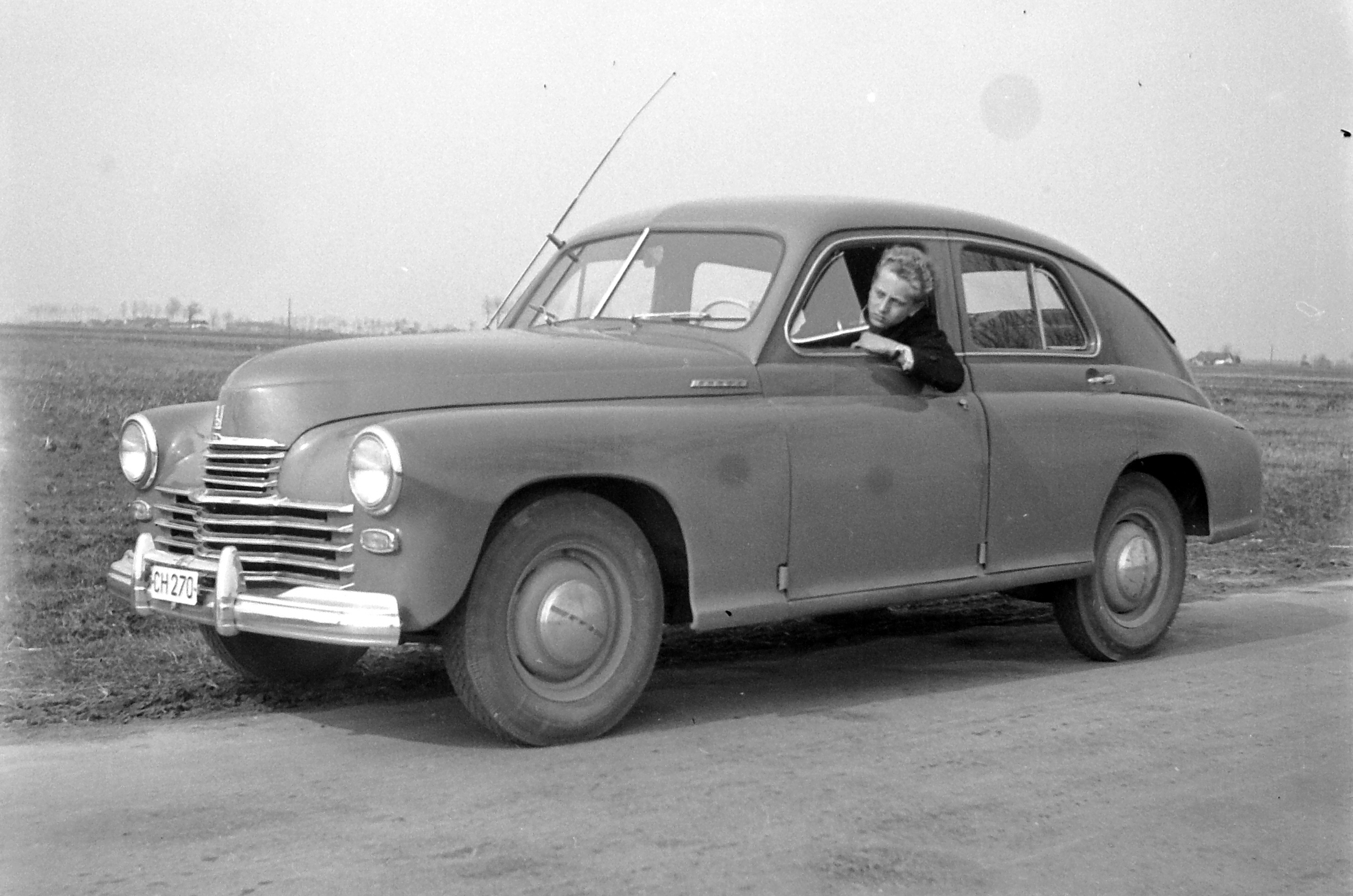
M-20 w 1955 roku

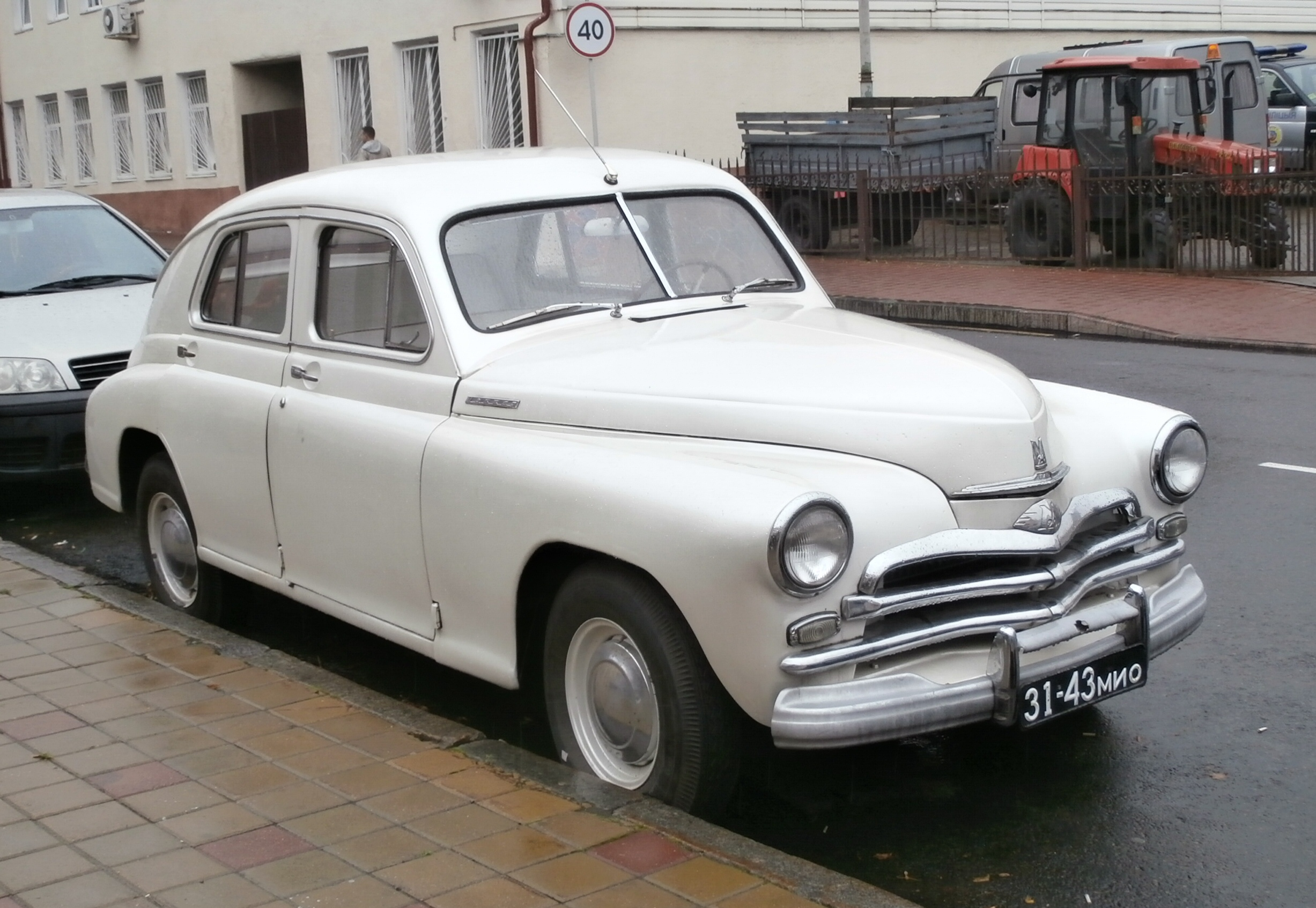
M-20W Pobieda

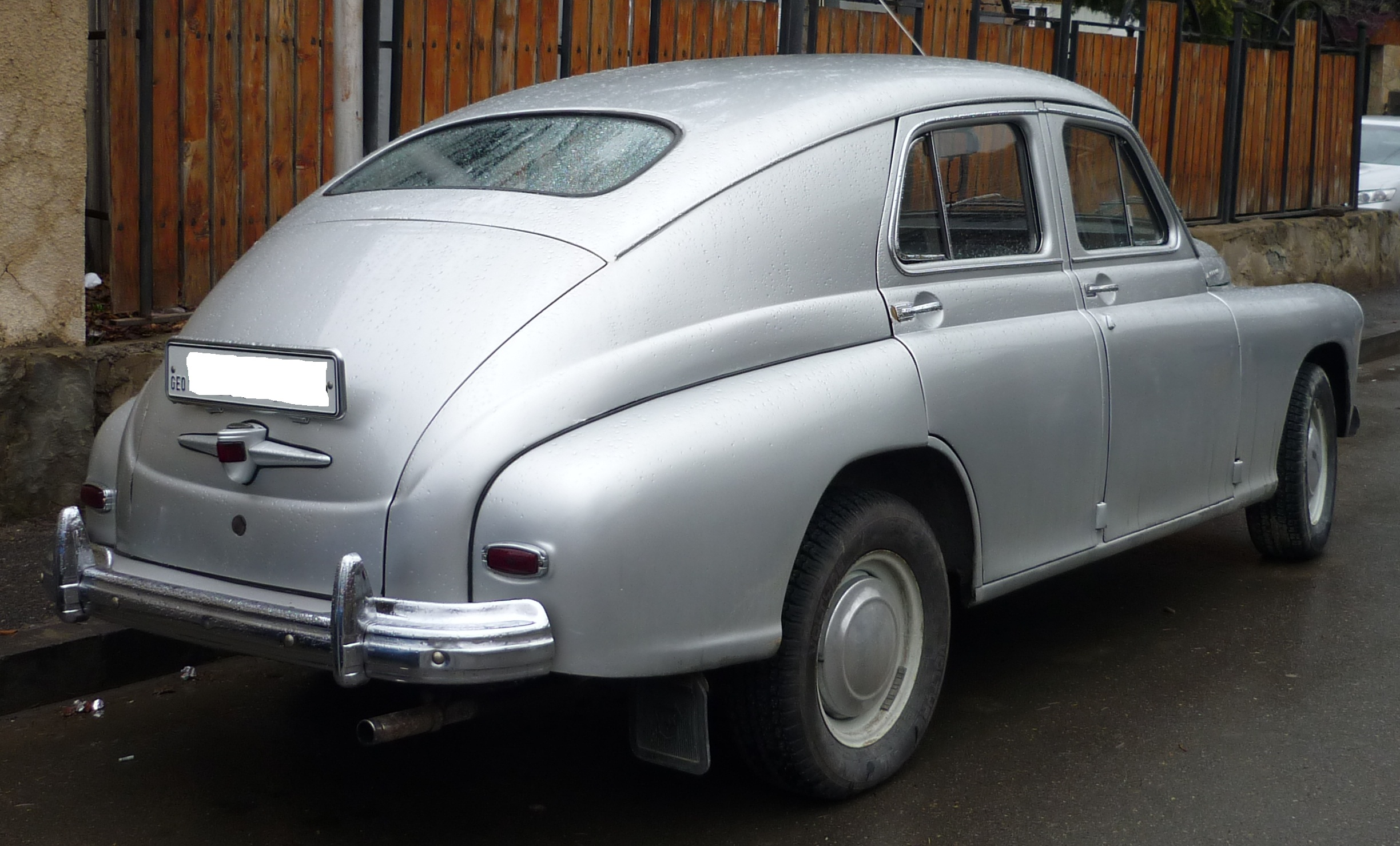
Pobieda od tyłu (M-20W)

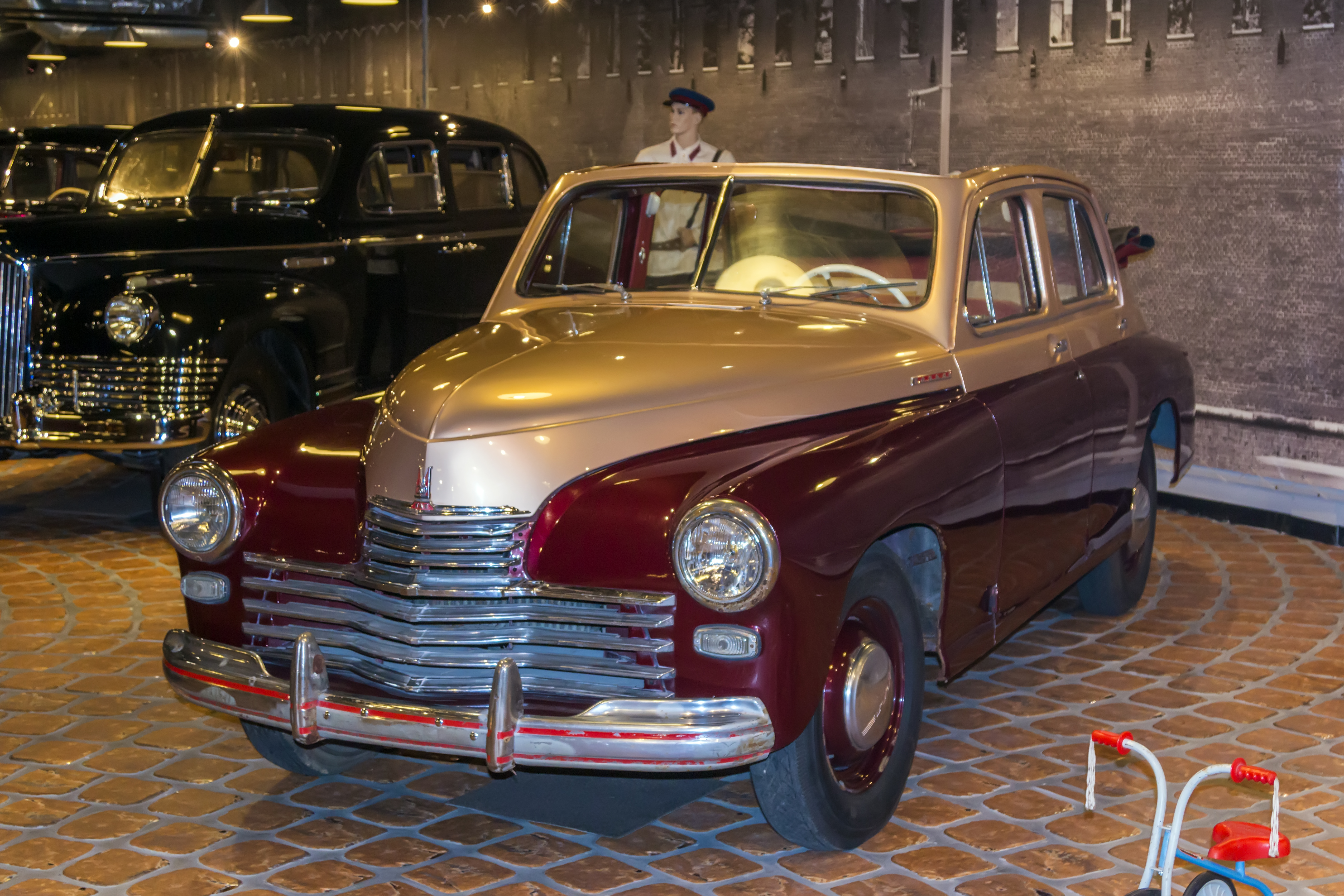
M-20 kabriolet

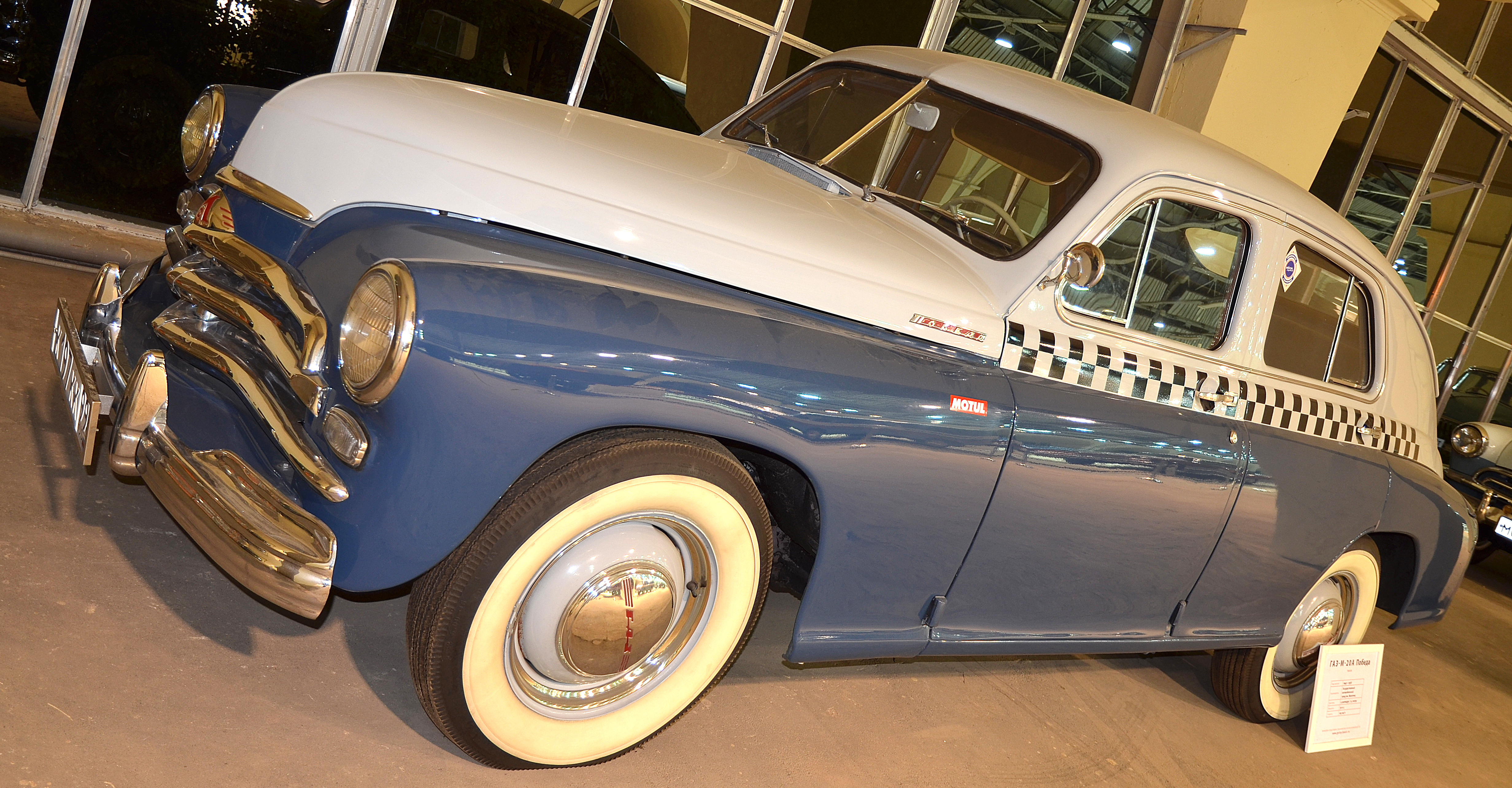
M-20W w malowaniu taksówki

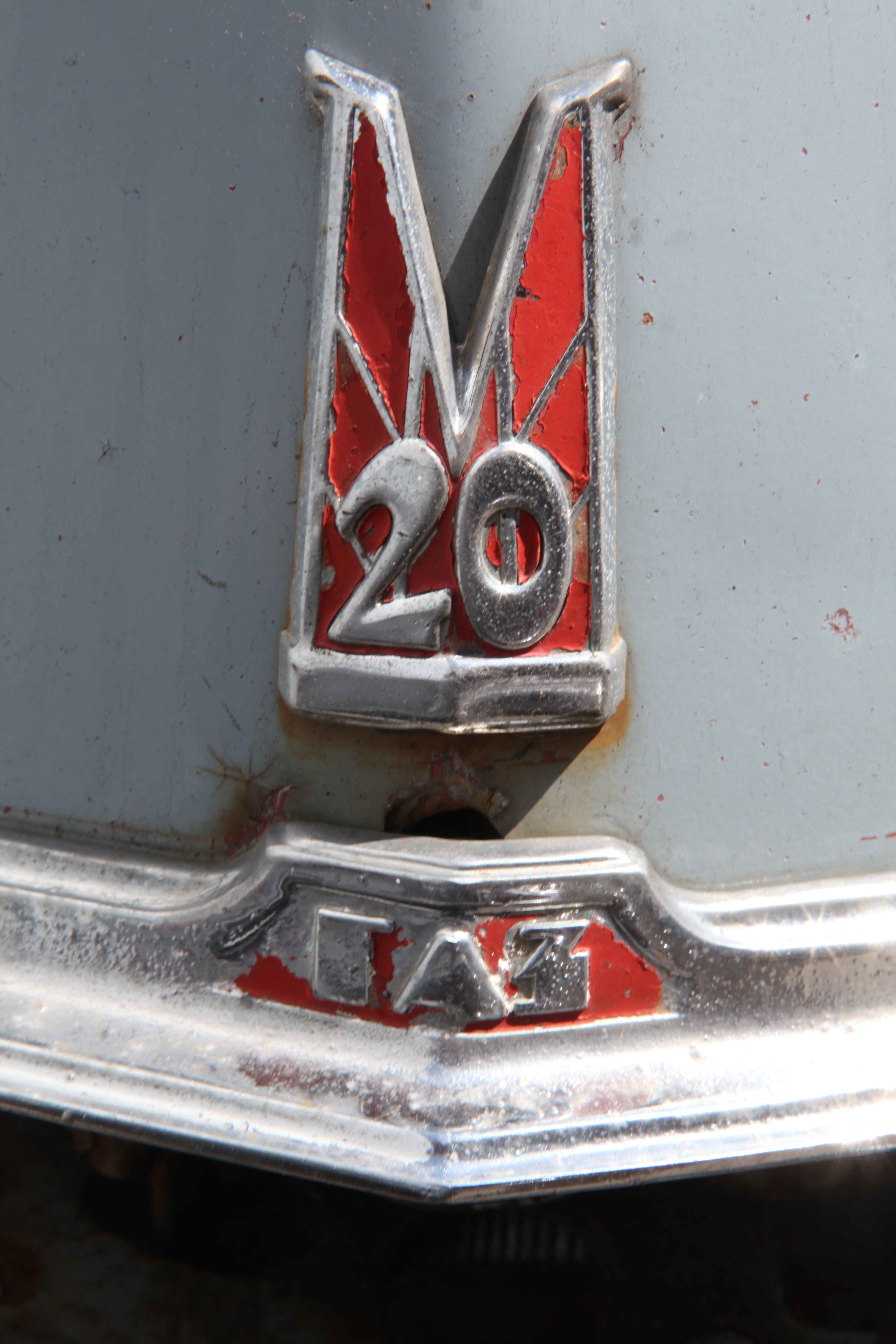
Znaczek na masce M-20 Pobieda

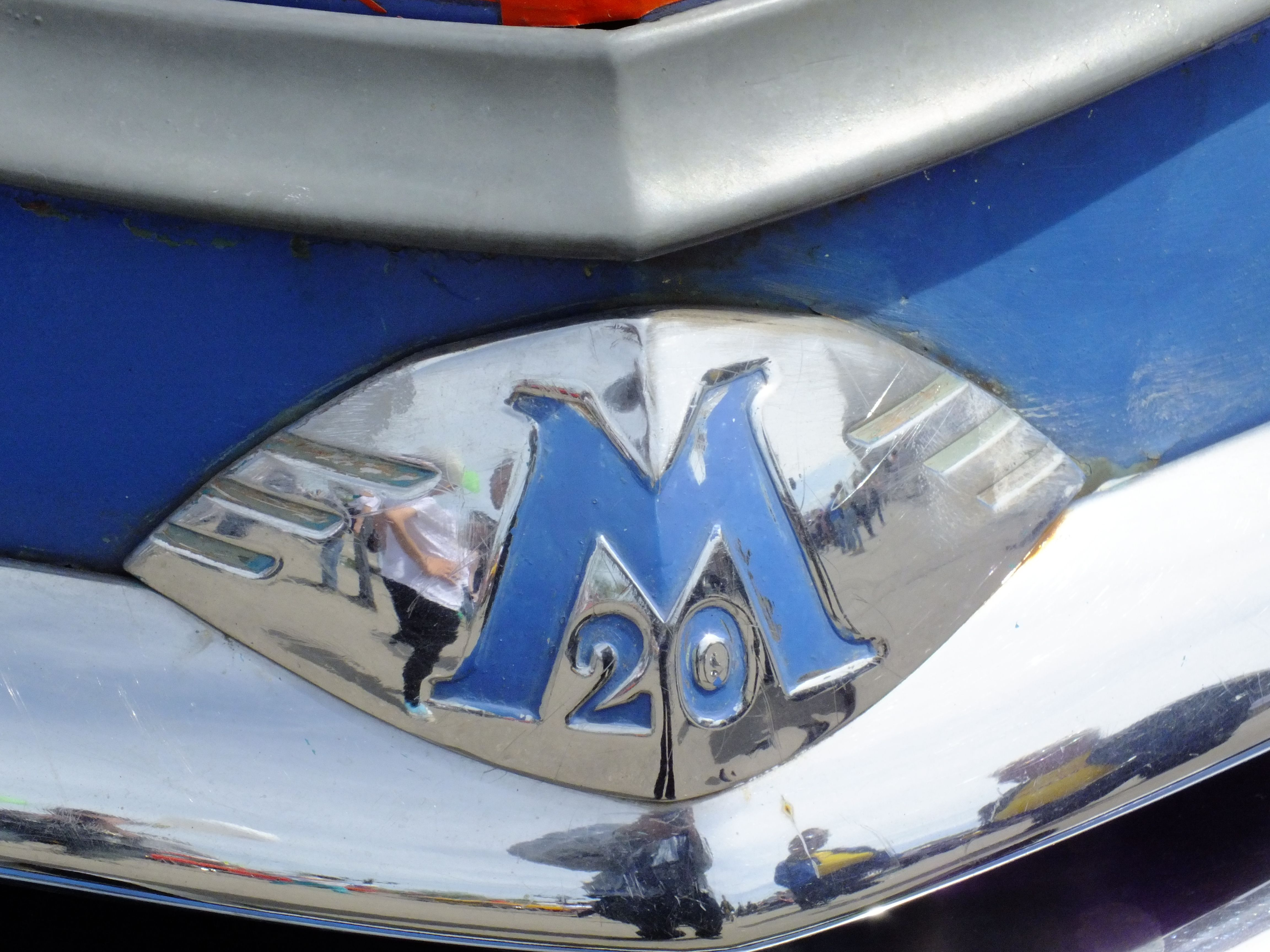
Emblemat na masce M-20W Pobieda

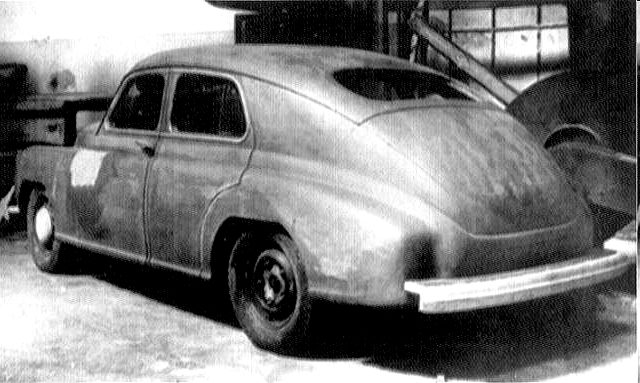
Makieta nadwozia z 1943

M-20 Pobieda (ros. М-20 «Победа») – samochód osobowy średniej klasy, skonstruowany w ZSRR i produkowany przez zakłady GAZ w latach 1946–1958. Od 1951 roku był także produkowany przez warszawską FSO pod marką Warszawa. Był pierwszym samochodem osobowym skonstruowanym w ZSRR bez bezpośredniego wzorca zagranicznego.
Pobieda produkowana była jako czterodrzwiowy fastback lub kabriolet, istniał również specjalny wariant taksówki (M-20A) i pokrewna wersja terenowa (M-72). Do napędu użyto benzynowego, dolnozaworowego silnika oznaczonego M-20, typu R4, o pojemności 2,1 l i mocy 50-52 KM. Zblokowany był on z trzybiegową ręczną skrzynią biegów, przenoszącą napęd na oś tylną. Wyprodukowano ok. 236 tysięcy samochodów Pobieda, w tym 14 222 kabriolety i 37 492 taksówki, a także 4677 samochodów terenowych M-72. Pobiedę zastąpiła produkowana od 1956 roku Wołga GAZ-21.

## Powstanie modelu
Przed II wojną światową samochody osobowe produkowane w ZSRR w liczbie zaledwie kilku modeli stanowiły licencyjne lub bezlicencyjne kopie pojazdów zachodnich albo ich rozwinięcie. Konstruktorzy zakładów GAZ (Gorkowskij Awtozawod) z Gorkiego na podstawie zdobytych doświadczeń mieli ambicję konstruowania własnych pojazdów, ale możliwość taka była uzależniona od decyzji politycznych kierownictwa kraju, które preferowało kopiowanie sprawdzonych rozwiązań. Głównym konstruktorem zakładów, promującym ideę opracowania własnej konstrukcji o samonośnym nadwoziu, był Andriej Liphart. Przymiarki do projektu nowego samochodu osobowego średniej klasy z nowoczesnym nadwoziem, oznaczonego wówczas GAZ M-25, rozpoczęto w zakładach GAZ już w 1940 roku. Wtedy też powstały modele nadwozia, jeszcze z lekko odstającymi błotnikami. Dalszym pracom od połowy 1941 roku przeszkodziła wojna. Po pokonaniu największego kryzysu na froncie i przełomowym zwycięstwie pod Stalingradem, w dniach 3-8 lutego 1943 doszło do narady w Moskwie w sprawie kierunków powojennego rozwoju przemysłu samochodowego, na której władze przemysłu zaaprobowały plany fabryki GAZ. Samochód opracowany został na przełomie 1943/1944 roku przez zespół konstruktorów fabryki; wiodącym konstruktorem nadwozia był Aleksandr Kiriłłow, a projektantem stylistyki Wieniamin Samojłow. W sierpniu 1944 roku powstała drewniana makieta samochodu naturalnej wielkości. Pierwszy prototyp samochodu ukończono 6 listopada 1944 roku (symbolicznie, przed rocznicą rewolucji październikowej). Oznaczeniem fabrycznym było GAZ-20, natomiast oficjalnym oznaczeniem samochodu było samo M-20 (M od „Mołotowiec”, ponieważ zakłady GAZ nosiły imię Mołotowa). Samochód otrzymał ponadto nazwę Pobieda (ros. Победа, wym. pabieda, po polsku: „zwycięstwo”), na cześć zwycięstwa nad Niemcami, zaproponowaną przez fabrykę i zaakceptowaną osobiście przez Stalina.
Stylistyka Pobiedy odpowiadała najnowszym, rozpowszechnionym dopiero po wojnie trendom w budowie nadwozi. Jej czterodrzwiowe nadwozie było nowoczesne, pontonowe – z płaskimi bokami, bez wystających na boki błotników przednich ani tylnych lub stopni, zmniejszających szerokość kabiny pasażerskiej, oraz z błotnikami przednimi zintegrowanymi z „tępym” pasem przednim, bez tradycyjnej pionowej atrapy chłodnicy. Tył typu fastback odpowiadał istniejącej modzie lat 40. Wbrew niekonkretnym potocznym opiniom spotykanym w publikacjach, Pobieda nie stanowiła kopii żadnego z samochodów zagranicznych, a nawet wyprzedzała większość marek w zakresie zaadaptowania pontonowego nadwozia. Nadwozie to miało także aerodynamiczny kształt – współczynnik oporu Cx=0,34. Nowoczesne było również przyjęcie nadwozia samonośnego, z pomocniczą ramą przednią, do której mocowany był silnik i przednie zawieszenie (także ta cecha odróżniała Pobiedę od samochodów amerykańskich, opartych w tym czasie tradycyjnie na ramie). Z powodu braku jednak doświadczenia z samonośnymi nadwoziami, konstrukcję nośną nadwozia i zawieszenie przednie skopiowano z niemieckiego samochodu Opel Kapitän, aczkolwiek samo nadwozie było inne.
W zakresie jednostki napędowej przewidywano skierowanie najpierw do produkcji samochodu z silnikiem sześciocylindrowym, natomiast sam Liphart był zwolennikiem nowego bardziej ekonomicznego silnika czterocylindrowego. W tym czasie był już produkowany silnik sześciocylindrowy GAZ-11, który zamontowano w pierwszym prototypie. Docelowo była konstruowana jego modyfikacja o krótszym skoku tłoków oznaczona GAZ-12A oraz jej czterocylindrowa „obcięta” wersja M-20 o pojemności 2,1 l i mocy 50 KM. Sam bazowy silnik sześciocylindrowy GAZ-11 (3,5 l, 76 KM) był przedwojenną przewymiarowaną kopią amerykańskiego silnika Dodge D-5 z 1937 roku. Na początku 1945 roku ukończono drugi prototyp Pobiedy z silnikiem M-20. Ostatecznie, podczas prezentacji nowych samochodów kierownictwu państwa na Kremlu 19 czerwca 1945 roku, samochód został zaakceptowany do produkcji przez Stalina tylko z bardziej ekonomicznym silnikiem czterocylindrowym. 26 sierpnia 1945 roku formalnie skierowano Pobiedę do produkcji postanowieniem Państwowego Komitetu Obrony (GKO), z terminem rozpoczęcia wyznaczonym na czerwiec 1946 roku. Do końca roku zbudowano dwa dalsze prototypy, które poddawano testom. W seryjnych samochodach zamieniono jeszcze deskę przyrządów  z prędkościomierzem wstęgowym na nową, wzorowaną na amerykańskich Chevroletach. Znak fabryczny z przodu maski i na tablicy przyrządów stanowił czerwony stylizowany emblemat „M20”, przypominający blanki kremla w Gorkim.

## Produkcja i rozwój
Pierwsze seryjne samochody M-20 wyprodukowano 28 czerwca 1946 roku. Do końca roku zbudowano jednak tylko 23 samochody, praktycznie ręcznie. W następnym roku uruchomiono produkcję taśmową i w 1947 roku zbudowano ich 601, a do jesieni w kolejnym roku zbudowano 3626 – łącznie powstało 4250 samochodów pierwszej serii produkcyjnej. Już wiosną 1947 dokonano drobnej modyfikacji nadwozia, zmieniając atrapę chłodnicy w formie trzypiętrowej piramidy z poziomych chromowanych listew na dwupiętrową, skracając dwie dolne listwy, co pozwalało zaoszczędzić deficytowy materiał. W 1948 roku zaczęto jednak wprowadzać chromowane oprawy reflektorów, które pierwotnie były lakierowane. Jakość samochodów pierwszej serii jednak okazała się bardzo niska, między innymi nadwozia były nieszczelne, osiadały na resorach, samochody nie miały ogrzewania, silniki nierówno pracowały, a źle spasowane blachy i wgięcia były maskowane warstwą cyny i ołowiu, która mogła zwiększać masę nawet o 15–20 kg. 31 sierpnia 1948 roku Rada Ministrów ZSRR nakazała do 1 listopada tego roku poprawić jakość oraz konstrukcję samochodu. Produkcję na krótko wstrzymano i zwolniono dyrektora zakładów I Łoskutowa. W produkowanej od końca 1948 roku tzw. drugiej serii wprowadzono 346 poprawek, ulepszając m.in. resory, gaźnik, sprzęgło i tłumik; zmieniono także przełożenie przekładni głównej z 4,7 na 5,125:1. Na skutek zmniejszenia grubości tylnej kanapy o 5 cm wzrosła ilość miejsca nad głowami pasażerów. Polepszono jakość wytłaczanych blach, wykonując część nowych matryc oraz położono nacisk na staranność produkcji. Wreszcie, 28 grudnia 1948 roku uruchomiono nową większą zmechanizowaną i łatwiejszą do utrzymania w czystości halę montażową. Łącznie w 1948 roku wykonano 4549 samochodów. Masowa produkcja ruszyła w 1949 roku, w którym wyprodukowano równe 15 000, w tym 2342 kabriolety.  Początkowo samochody miały trzystopniową niezsynchronizowaną skrzynię biegów od GAZ M-1 z dźwignią w podłodze, a od 1950 roku – skrzynię od GAZ-12 ZIM ze zsynchronizowanym II i III biegiem i dźwignią przy kierownicy. W 1952 podniesiono nieznacznie moc silnika z 50 do 52 KM, na skutek modyfikacji zaworów dolotowych. Do modernizacji w 1955 roku wyprodukowano ok. 160 000 samochodów.
Oprócz podstawowej wersji z nadwoziem sedan (oznaczenie fabryczne GAZ-20-30), jedynym seryjnym wariantem nadwoziowym był kabriolet (oznaczenie fabryczne GAZ-20-31). W latach 1949–1953 wyprodukowano ich 14 222 sztuk. Jedyną przyczyną powstania tego wariantu były ograniczone moce produkcyjne zniszczonego podczas wojny kombinatu metalurgicznego Zaporożstal, który był jedynym dostawcą odpowiednio dużych płatów blachy na dachy samochodu. Miał on dla usztywnienia nadwozia stałe ramy nad oknami bocznych drzwi. Większość kierowano na rynek prywatny, lecz nie cieszyły się popularnością; używano ich także jako taksówek, zwłaszcza w południowych częściach ZSRR, o cieplejszym klimacie. 
Od 1955 roku produkowano zmodernizowany model samochodu M-20W (ros. М-20В). Oprócz drobnych ulepszeń mechanicznych, m.in. mechanizmu kierowniczego, unowocześniono atrapę chłodnicy, która otrzymała trzy grube chromowane poziome żebra. Bezpośrednio nad górnym żebrem umieszczono chromowany szyld z wytłoczonym na nim zmienionym emblematem „M20”, typowo lakierowanym na czerwono. Zlikwidowano ponadto poziomą poprzeczkę między kłami zderzaka. Powodem liftingu było opracowanie małoseryjnego terenowego modelu M-72, który potrzebował atrapy z większymi otworami w celu lepszego chłodzenia, po czym dla ekonomii zaadaptowano ją także jesienią 1955 roku dla M-20W. Ulepszono  wnętrze kabiny i deskę przyrządów oraz wprowadzono kierownicę z wewnętrzną obręczą klaksonu. Wprowadzono też radioodbiornik jako wyposażenie standardowe. Sylwetka samochodu pozostała niezmieniona, chociaż była już wówczas przestarzała, lecz model ten przewidziany był do wycofania. W listopadzie 1956 roku skierowano do produkcji następcę – M-21 Wołga, jednakże Pobieda pozostała w produkcji jeszcze do 1958 roku (ostatnią wyprodukowano 31 maja 1958).
Specyfiką radzieckiego przemysłu motoryzacyjnego było powstawanie specjalnych fabrycznych wersji taksówek, różniących się wyposażeniem; w przypadku Pobiedy był to M-20A, wyprodukowany w latach 1949–1958 w liczbie 37 492 samochodów. Samochody M-20A miały taksometr zamiast radia, uboższe wykończenie wnętrza z łatwo zmywalnego dermatoidu i zwykle dwukolorowe malowanie z poziomym pasem z szachownic (typowo: dół czekoladowobrązowy i góra beżowa). 
Istniały również pozafabryczne modyfikacje samochodu, jak karetka pogotowia, ze standardowym nadwoziem, modyfikowana według opracowanej dokumentacji przez warsztaty remontowe (nosze wsuwano przez otwór bagażnika). Karetki na bazie Pobiedy nie były jednak licznie wytwarzane z uwagi na ciasnotę. W warsztatach remontowych powstawały także pozafabryczne samochody z nadwoziami pick-up lub furgon, zwykle przerabiane podczas remontów.
Budowano też nieliczne wersje wzmocnione, głównie dla potrzeb służb specjalnych MWD i KGB: M-20D ze wzmocnionym silnikiem i M-20G z sześciocylindrowym silnikiem od GAZ-12 ZIM (3480 cm³, 90 KM).
W 1948 roku w instytucie badawczym NAMI zbudowano dwa prototypy z nowocześniejszym trójbryłowym nadwoziem sedan, lecz wersja ta nie trafiła do produkcji. Także w 1948 roku zbudowano przedłużoną w części środkowej eksperymentalną Pobiedę, pod oznaczeniem GAZ-26, z rozstawem osi zwiększonym do 3200 mm, dla celów badań nad rozwojem samochodu ZIM. 

## Sprzedaż i eksploatacja
Pobieda była przede wszystkim przewidziana jako samochód służbowy, lecz dostępna była także w normalnej sprzedaży dla ludności (po raz pierwszy w ZSRR – obok małolitrażowego Moskwicza 400/401). Cieszyła się jednak umiarkowanym popytem z powodu wysokiej ceny (16 000 rubli, w porównaniu z 9000 rubli za Moskwicza, przy przeciętnej miesięcznej pensji ok. 800 rubli). Nieco tańsze były kabriolety, lecz nie cieszyły się popularnością wśród kupujących z uwagi na mniejszą praktyczność i trwałość w warunkach klimatycznych ZSRR. Od jesieni 1954 roku popyt na nowe samochody zaczął jednak już przewyższać ich podaż i na zakup samochodu należało zapisywać się w kolejkach. Zwłaszcza dopracowany model M-20W cieszył się dużą popularnością i uznaniem, jako wytrzymały i mało zawodny samochód.
Jednym z podstawowych zastosowań Pobiedy była służba w państwowych parkach taksówkowych – w latach 50. stała się ona najliczniejszym samochodem używanym w tym charakterze w ZSRR. Początkowo używano normalnych zaadaptowanych samochodów, także w wersji kabrioletu, a od 1949 roku produkowano specjalną wersję M-20A.
Od 1950 roku Pobieda była eksportowana poza ZSRR, przede wszystkim do krajów bloku wschodniego, jak Bułgaria, Węgry, Rumunia, Polska (w latach 1950–1952), które nie miały wielu alternatyw w zakresie uzyskania nowych samochodów. Oprócz tych krajów, Pobieda znajdowała jednak także zbyt w krajach zachodnich, jak Belgia, Finlandia, Austria, Niemcy, gdzie konkurowała niską ceną, komfortem (wielkością) i odpornością na złe drogi.
W 1950 roku dokumentację Pobiedy sprzedano do Polski, gdzie była ona od 1951 roku montowana, a następnie produkowana i dalej samodzielnie rozwijana w zakładach FSO jako Warszawa M-20, których produkcja (253 tysiące) ostatecznie przewyższyła produkcję Pobiedy. Pewna liczba została zmontowana w Pjongjangu w Korei Północnej.
M20 był pierwszym radzieckim samochodem wyposażonym w samonośne nadwozie, niezależne zawieszenie przednich kół, kierunkowskazy, światło stop, elektryczne wycieraczki samochodowe, hydrauliczne hamulce i termostat w systemie chłodzenia. Zastosowano też po raz pierwszy ogrzewanie oraz wbudowane radio, stosowane wcześniej w samochodach wyższych klas. W 1949 roku konstruktorzy otrzymali Nagrodę Stalinowską. Samochód ten stał się symbolem powojennej odbudowy ZSRR i uważany jest tam za jeden z najbardziej rozpoznawalnych samochodów radzieckich. Był też pierwszym radzieckim samochodem osobowym skonstruowanym bez bezpośredniego wzorca zagranicznego. 
Wyprodukowano ok. 236 tysięcy samochodów Pobieda – spotykane są liczby: 235 999 (w tym 184 285 zwykłych sedanów, 14 222 kabrioletów i 37 492 taksówek) lub 236 820.

## GAZ M-72

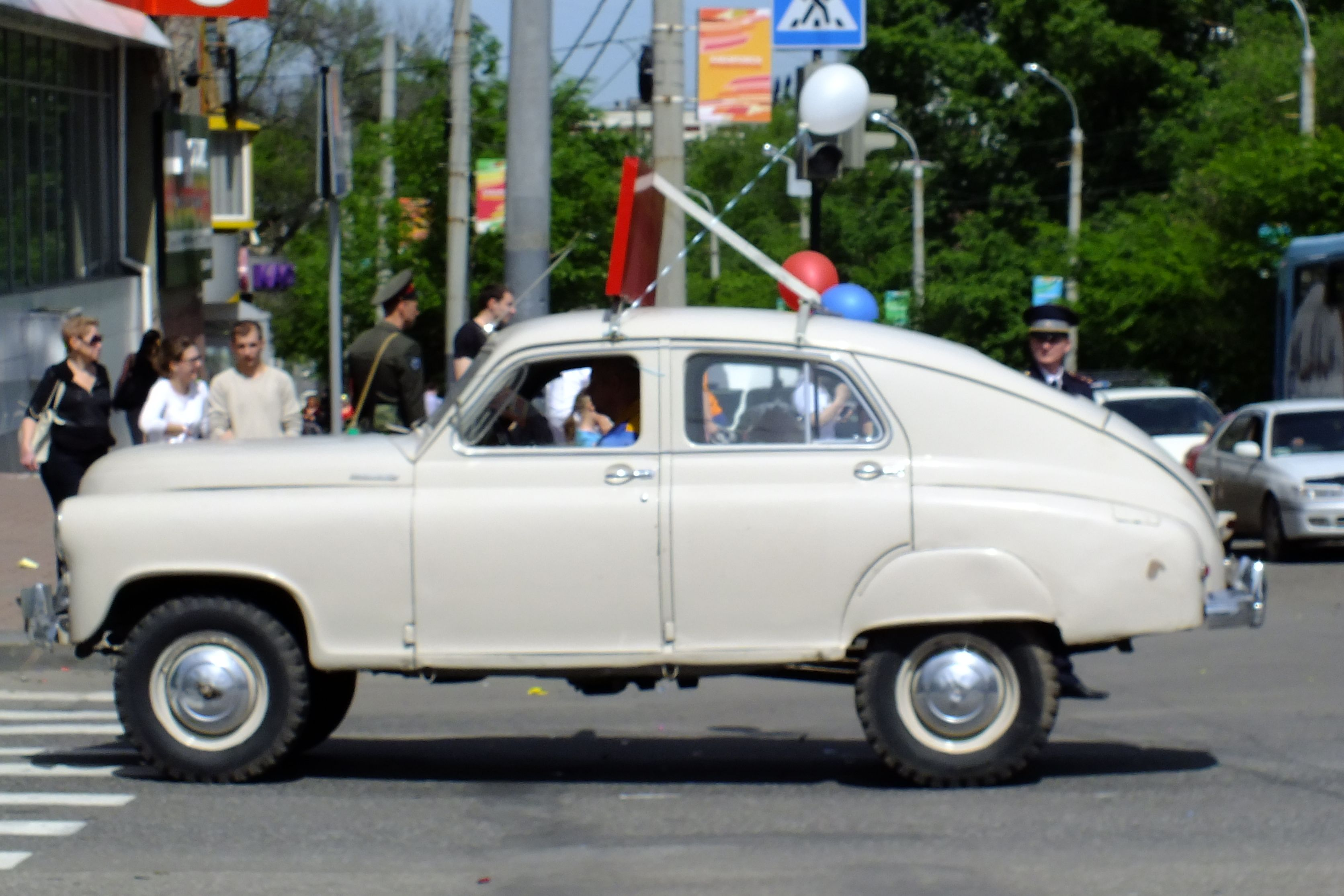
GAZ M-72

W latach 1955–1958 produkowano terenową odmianę Pobiedy, M-72. Samonośne nadwozie pochodziło z M20, lecz zostało wzmocnione i usztywnione dodatkowymi elementami siłowymi w odpowiednich miejscach oraz zastosowano nową ramę podsilnikową, zwiększając masę tylko o 23 kg. Elementy przeniesienia napędu i podwozia natomiast pochodziły od terenowego GAZa-69 (skrzynka rozdzielcza, przedni most o zmniejszonym rozstawie kół), Pobiedy (skrzynia biegów) lub były specjalnie wykonane (tylny most, resory). Również silnik M-72 był zmodyfikowanym silnikiem GAZ-69 (który w istocie wywodził się z silnika M-20), i miał taką samą pojemność, ale moc podniesioną o 3 KM. Zastosowano nową atrapę chłodnicy, zaadaptowaną następnie także dla M-20W. Prześwit pod osiami wynosił 210 mm. Samochód mógł rozpędzić się do 90 km/h. Wyprodukowano 4677 egzemplarzy tego modelu. W niewielkiej liczbie powstał wariant M-72B z mocniejszym silnikiem o powiększonej pojemności, stosowanym w pierwszej serii GAZ-21 Wołgi.

## Dane techniczne
- Nadwozie:  samonośne, z pomocniczą ramą z przodu, czterodrzwiowe, typu fastback lub kabriolet, konstrukcji całkowicie stalowej
- Silnik umieszczony podłużnie z przodu, napęd na oś tylną
- Zawieszenie przednie:  niezależne – wahacze poprzeczne, sprężyny śrubowe, dźwigniowe amortyzatory hydrauliczne podwójnego działania
- Zawieszenie tylne:  zależne – most napędowy, wzdłużne resory półeliptyczne, dźwigniowe amortyzatory hydrauliczne podwójnego działania

- Silnik:  gaźnikowy, M-20
  - Układ i liczba cylindrów:  4-cylindrowy, rzędowy (R4)
  - Układ rozrządu:  rozrząd dolnozaworowy
  - Pojemność skokowa:  2120 cm³
  - Średnica cylindra x skok tłoka:  82 x 100 mm
  - Stopień sprężania:  6,2:1
  - Moc maksymalna:  50 KM przy 3600 obr./min (52 KM od 1952)
  - Pojemność układu chłodzącego:  9,5 – 10,5 l

- Napęd:
  - Skrzynia biegów:  3-biegowa, manualna
  - Biegi (do 1951):  I – 2,820:1,  II – 1,604:1,  III – 1,000:1,  wsteczny – 3,383:1,  niezsynchronizowana[26]
  - Biegi (od 1951):  I – 3,115:1,  II – 1,772:1,  III – 1,000:1,  wsteczny – 3,738:1,  biegi II i III zsynchronizowane[26]
  - Przełożenie główne:  (do 1948)  4,7:1,  (po 1948)  5,125:1

- Osiągi:
  - Prędkość maksymalna:  105 km/h
  - Przyspieszenie 0-100 km/h:  46 s[26]
  - Zużycie paliwa:  13,5 l/100 km przy prędkości 50-60 km/h według danych fabrycznych[26]

- Inne:
  - Rozstaw kół:  przód – 1364 mm,  tył – 1362 mm
  - Prześwit:  przód – 210 mm,  tył – 200 mm
  - Promień skrętu:  6,3 m
  - Akumulator:  6-STE-50, 12 V, Pojemność akumulatora – 50 Ah
  - Świece zapłonowe:  M12/10 18X1.5
  - Hamulce hydrauliczne
  - Opony:  6,00-16 cali

## Wersje
- M20W – wersja po modernizacji z 1955 roku, charakteryzuje się nową atrapą wlotu powietrza
- M20A – wersja Taxi
- M20 kabriolet – 1948-1953
- M72 (Pobieda z napędem na wszystkie koła) – 1955-1958
- M20G – M20 z silnikiem sześciocylindrowym o mocy 90 KM